# الغضب (فلم 2010)
الغضب (ア ウ ト レ イ ジ، Autoreiji؟) فيلم ياباني، إخراج تاكيشي كيتانو، الذي صدر في عام 2010. وتم اختياره في المسابقة الرسمية لمهرجان كان السينمائي عام 2010.
وكان الفيلم موضوع سلسلة بعنوان الغضب: ما وراء (2012).
و اخر السلسلة بعنوان الغضب: كودا (2017)

## قصة
اليوم، بسبب رياح التقدم، تقاليد عصابات المافيا اليابانية (الياكوزا) تميل إلى الاختفاء.
والنزاعات بين العشائر ياكوزا لا تزال هي نفسها، استنادا إلى إستراتيجية ومؤامرات.
Otomo ، ياكوزا من "المدرسة القديمة"، يرفض الفاسدين والخيانة ويحارب من اجل البقاء على قيد الحياة والحفاظ على مبادئ الياكوزا.

## وصلات خارجية
- مقالات تستعمل روابط فنية بلا صلة مع ويكي بيانات